# مارائو (مربی فوتبال)
مارائو (پرتغالی: Marão; ۸ مهٔ ۱۹۲۳ – ۲۸ سپتامبر ۲۰۱۳) با نام اصلی ماریو سلسو ده آبرئو مربی فوتبال اهل برزیل بود.